# 普兰诺伊·哈塞纳·苏尼尔·库马尔
普兰诺伊·哈塞纳·苏尼尔·库马尔（Prannoy Haseena Sunil Kumar，1992年7月17日—），常稱普兰诺伊·H·S（Prannoy H. S.）。印度男子羽毛球运动员。

## 簡歷
2010年八月，普兰诺伊出戰青年奧林匹克運動會羽毛球比賽，在男单决赛中以0比2 （15-21、16-21）不敌泰国的皮錫·蒲查拉，赢得青奥运银牌。

### 2013年
2013年3月，普兰诺伊出戰波蘭羽毛球公開賽。首圈，以2比0 （21-16、21-10）横扫挪威的马吕斯·迈尔。次圈，以2比0 （21-9、22-20）击败了赛会5号种子、丹麦的埃米尔·霍尔斯特。八強中，以2比1 （21-19、17-21、21-18）力克赛会2号种子、西班牙的巴勃罗·阿维安。四强中，以0比2 （14-21、20-22）不敌赛会4号种子、俄罗斯的弗拉基米尔·马尔科夫，同时也创下个人国际赛事的佳绩。

### 2014年
2014年9月，普兰诺伊出戰印度尼西亞羽毛球大師賽。首圈，以2比0 （21-14、21-14）横扫印尼的Akbar Panji。次圈，以2比1 （21-17、25-27、21-18）力克印尼的穆罕默德·巴尤·庞吉斯图。四分之一中，再次迎来赛会16号种子、印尼的Sukamta Evert，以2比1 （21-18、13-21、21-15）拿下对手。八强中，面对赛会15号种子、印尼的里扬托·苏巴吉亚，以2比0 （21-13、21-19）轻松胜出。準决赛中，以2比1 （21-14、14-21、21-14）逆转了赛会9号种子、马来西亚的刘国伦。决赛中，面对东道主新秀印尼的菲尔曼·阿卜杜勒·科利克，以2比0 （21-11、22-20）赢得比赛，这也是他首个黃金大獎賽的冠军。

### 2015年世錦賽
2015年8月，普兰诺伊參加印尼雅加達舉行的世界羽毛球錦標賽，以14號種子身分出戰男子單打項目。在首圈擊敗巴西選手亚历克斯·汤後，他在第二圈又以2比0擊敗烏干達的埃德温·埃基林晉級；但至第三圈面對7號種子、丹麥的维克托·阿萨尔森，就以1比2（16-21、21-19、18-21）落敗，16強止步。

### 2016年
2016年3月，普兰诺伊出戰瑞士羽毛球黃金大獎賽。首圈，以2比0 （21-19、21-19）险胜芬兰的卡勒·科利约宁。次圈，以2比0 （21-16、21-13）轻取德国的拉斯·申茨勒。四分之一中，以2比0 （21-13、21-18）击败了赛会6号种子、英格兰的拉吉夫·欧斯夫。八强中，以2比1 （21-18、22-24、21-9）力克赛会16号种子、泰国的达农沙·森颂汶素。準决赛中，以2比1 （12-21、21-14、23-21）险胜中華台北的王子維。决赛中，面对赛会7号种子、德国一哥的马克·茨维布勒，以2比0 （21-18、21-15）胜出，时隔2年后再次赢得黃金大獎賽的冠军。

### 2017年
2017年7月，普兰诺伊出戰美國羽毛球黃金大獎賽。首圈，以2比0 （21-12、21-16）拿下奥地利的卢卡·瓦贝尔。次圈，以2比0 （21-13、21-17）轻取爱尔兰共和国的乔舒亚·马吉。四分之一中，以2比1 （21-13、21-18）击败了赛会12号种子、荷兰的马克·卡尔尤。八强中，以2比1 （10-21、21-15、21-18）逆转了赛会8号种子、日本新秀的常山幹太。準决赛中，以2比1 （21-14、21-19）横扫越南一哥的阮進明。决赛中，上演印度的德比拼之战，以2比1 （21-15、20-22、21-12）拿下队友的卡夏普·帕鲁帕利，这也是他第三次夺得黃金大獎賽的冠军。
同年10月年底，普兰诺伊出戰法國羽毛球超級賽。首圈，以2比0 （21-15、21-17）拿下韩国的李炫一。次圈，以2比0 （21-11、21-12）完胜丹麦的汉斯-克里斯蒂安·索尔伯格·维汀哈斯。八強中，以2比0 （21-16、21-16）击退韩国新秀的全奕陳。四強中，迎来赛会8号种子、队友的斯里坎特·基达姆比，他经过三局大战以1-2 （21-14、19-21、18-21）落败。本次比赛他一路以黑马姿态打进四强，但未能延续强势同时也是他首次闯入超级系列赛的最好成绩。

## 主要比賽成績
只列出曾進入準決賽的國際賽事成績：
| 年份   | 賽事                         | 公開賽級別 | 項目     | 成績   |
| ------ | ---------------------------- | ---------- | -------- | ------ |
| 2010年 | 青年奧林匹克運動會羽毛球比賽 | 其他       | 男子單打 | 亞軍   |
| 2013年 | 波蘭羽毛球公開賽             | 國際挑戰賽 | 男子單打 | 準決賽 |
| 2013年 | 印度羽毛球國際挑戰賽         | 國際挑戰賽 | 男子單打 | 亞軍   |
| 2014年 | 印度羽毛球黃金大獎賽         | 黃金大獎賽 | 男子單打 | 準決賽 |
| 2014年 | 斯里蘭卡羽毛球國際賽         | 國際挑戰賽 | 男子單打 | 準決賽 |
| 2014年 | 越南羽毛球大獎賽             | 大獎賽     | 男子單打 | 亞軍   |
| 2014年 | 印尼羽毛球大師賽             | 黃金大獎賽 | 男子單打 | 冠軍   |
| 2014年 | 碧特博格羽毛球黃金大獎賽     | 黃金大獎賽 | 男子單打 | 準決賽 |
| 2014年 | 澳門羽毛球黃金大獎賽         | 黃金大獎賽 | 男子單打 | 準決賽 |
| 2014年 | 印度羽毛球國際挑戰賽         | 國際挑戰賽 | 男子單打 | 冠軍   |
| 2015年 | 印度羽毛球黃金大獎賽         | 黃金大獎賽 | 男子單打 | 準決賽 |
| 2016年 | 亞洲羽毛球團體錦標賽         | 其他       | 男子團體 | 季軍   |
| 2016年 | 瑞士羽毛球黃金大獎賽         | 黃金大獎賽 | 男子單打 | 冠軍   |
| 2017年 | 印尼羽毛球首要超級賽         | 首要超級賽 | 男子單打 | 準決賽 |
| 2017年 | 美國羽毛球黃金大獎賽         | 黃金大獎賽 | 男子單打 | 冠軍   |
| 2017年 | 法國羽毛球超級賽             | 超級賽     | 男子單打 | 準決賽 |
| 2018年 | 英聯邦運動會羽毛球比賽       | 其他       | 混合團體 | 金牌   |
| 2018年 | 英聯邦運動會羽毛球比賽       | 其他       | 男子單打 | 第四名 |
| 2018年 | 亞洲羽毛球錦標賽             | 其他       | 男子單打 | 季軍   |
| 2020年 | 亞洲羽毛球團體錦標賽         | 其他       | 男子團體 | 季軍   |
| 2022年 | 瑞士羽毛球公開賽             | 超級300賽  | 男子單打 | 亞軍   |
| 2022年 | 湯姆斯盃                     | 其他       | 男子團體 | 冠軍   |
| 2022年 | 印尼羽毛球公開賽             | 超級1000賽 | 男子單打 | 準決賽 |
| 2022年 | 馬來西亞羽毛球大師賽         | 超級500賽  | 男子單打 | 準決賽 |
| 2023年 | 亞洲羽毛球混合團体錦標賽     | 其他       | 混合團體 | 季軍   |
| 2023年 | 馬來西亞羽毛球大師賽         | 超級500賽  | 男子單打 | 冠軍   |
| 2023年 | 印尼羽毛球公開賽             | 超級1000賽 | 男子單打 | 準決賽 |
| 2023年 | 澳洲羽毛球公開賽             | 超級500賽  | 男子單打 | 亞軍   |
| 2023年 | 世界羽毛球錦標賽             | 其他       | 男子單打 | 季軍   |
| 2023年 | 亞洲運動會羽毛球比賽         | 其他       | 男子團體 | 銀牌   |
| 2023年 | 亞洲運動會羽毛球比賽         | 其他       | 男子單打 | 銅牌   |
| 2024年 | 印度羽毛球公開賽             | 超級750賽  | 男子單打 | 準決賽 |

| 2007-2017年 | 首要超級賽 | 超級賽 | 黃金大獎賽 | 大獎賽 | 國際挑戰賽 | 國際系列賽 | 未來系列賽 | 其他 |

| 2018-2026年 | 總決賽 | 超級1000賽 | 超級750賽 | 超級500賽 | 超級300賽 | 超級100賽 | 國際挑戰賽 | 國際系列賽 | 未來系列賽 | 其他 |

### 世界冠軍頭銜
普兰诺伊·哈塞纳·苏尼尔·库马尔在羽毛球生涯中共奪得1項羽毛球世界冠軍頭銜。
| 賽事     | 奪冠次數 | 年份               |
| -------- | -------- | ------------------ |
| 湯姆斯盃 | 1        | 2022年（男子團體） |
| 總計     | 1        |                    |

### 奧運會和世錦賽參賽紀錄
|          | 2015 | 2016 | 2017 | 2018 | 2019 | 2020 | 2021 | 2022 | 2023 | 2024 |
| -------- | ---- | ---- | ---- | ---- | ---- | ---- | ---- | ---- | ---- | ---- |
| 男子單打 | 16強 | －   | －   | 32強 | 16強 | －   | 8強  | 8強  | 季軍 | 16強 |